# Zajazd Włoski w Birgu
Zajazd Włoski (malt. Berġa tal-Italja, wł. Albergo d'Italia, fr. Auberge d'Italie) – był to zajazd w Birgu na Malcie. Zbudowany został w XVI wieku by zapewnić dach nad głową rycerzom Zakonu św. Jana z języka Włoch.
Zajazd znajdował się w północnej części Birgu, blisko Fortu St. Angelo, a daleko od collacchio, gdzie usytuowane były inne zajazdy. Zbudowany został w latach 1553–1554 według projektu Niccolò Bellavante, na miejscu wcześniejszego zajazdu. Część budynku była używana jako szpital dla marynarzy; była tam również kaplica pod wezwaniem św. Katarzyny Aleksandryjskiej.
Zajazd był używany do kwietnia 1571 roku, kiedy włoscy rycerze przenieśli się do większego zajazdu w nowej stolicy Valletcie.
Auberge d'Italie włączona została do Antiquities List of 1925, razem z innymi zajazdami w Birgu. Ostatnia znana fotografia zajazdu zrobiona została około roku 1935. W czasie II wojny światowej budynek znacznie ucierpiał od bombardowań lotniczych. Na miejscu zburzonej części zajazdu postawiono w latach 1961–1963 budynki mieszkalne, a pozostałości po zajeździe włączone zostały w nowe struktury. Domy te uważano za mające standard poniżej normy.
Dziś jedynymi pozostałościami po zajeździe są węgieł, częściowo zniszczony herb, podstawa balkonu i niektóre elementy sztukaterii na fasadzie. Elementy te zaliczone zostały 2 grudnia 2009 roku do zabytków 2. klasy, są one również umieszczone na liście National Inventory of the Cultural Property of the Maltese Islands.